# Едвардспорт (Индијана)
Едвардспорт (енгл. Edwardsport) град је у америчкој савезној држави Индијана.

## Демографија
По попису из 2010. године број становника је 303, што је 60 (-16,5%) становника мање него 2000. године.
| Група             | 2000.       | 2010.       |
| Белци             | 354 (97,5%) | 295 (97,4%) |
| Афроамериканци    | 2 (0,6%)    | 0 (0,0%)    |
| Азијати           | 0 (0,0%)    | 0 (0,0%)    |
| Хиспаноамериканци | 6 (1,7%)    | 5 (1,7%)    |
| Укупно            | 363         | 303         |